# Імператори династії Цін
Імператори династії Цін

## Список
| Пізня Цзінь （Чжурчженська держава — Велика Маньчжурська держава） | Пізня Цзінь （Чжурчженська держава — Велика Маньчжурська держава） | Пізня Цзінь （Чжурчженська держава — Велика Маньчжурська держава） | Пізня Цзінь （Чжурчженська держава — Велика Маньчжурська держава） | Пізня Цзінь （Чжурчженська держава — Велика Маньчжурська держава）     | Пізня Цзінь （Чжурчженська держава — Велика Маньчжурська держава） | Пізня Цзінь （Чжурчженська держава — Велика Маньчжурська держава） | Пізня Цзінь （Чжурчженська держава — Велика Маньчжурська держава） | Пізня Цзінь （Чжурчженська держава — Велика Маньчжурська держава） |
| №                                                                  | Портрет                                                            | Власне Ім'я                                                        | Храмове ім'я                                                       | Посмертне ім'я                                                         | Роки життя                                                         | Девіз                                                              | Правління                                                          | Ім'я за девізом                                                    |
| ------------------------------------------------------------------ | ------------------------------------------------------------------ | ------------------------------------------------------------------ | ------------------------------------------------------------------ | ---------------------------------------------------------------------- | ------------------------------------------------------------------ | ------------------------------------------------------------------ | ------------------------------------------------------------------ | ------------------------------------------------------------------ |
| 1                                                                  |                                                                    | Нурхаці 努爾哈赤                                                   | Тайцзу 太祖                                                        | Імператор Ґао 承天廣運聖德神功肇紀立極 仁孝睿武端毅欽安弘文定業 高皇帝 | 1559－1626                                                         | Тяньмін 天命                                                       | 1616－1626                                                         | Хан Тяньмін 天命汗                                                 |
| 2                                                                  |                                                                    | Хуан Тайцзі 皇太极                                                 | Тайцзун 太宗                                                       | Імператор Вень 應天興國弘德彰武寬溫仁 聖睿孝敬敏昭定隆道顯功 文皇帝    | 1592－1643                                                         | Тяньцун 天聰                                                       | 1626－1636                                                         | Хан Тяньцун 天聰汗                                                 |
| Династія Цін                                                       |                                                                    |                                                                    |                                                                    |                                                                        |                                                                    |                                                                    |                                                                    |                                                                    |
| 2                                                                  |                                                                    | Хуан Тайцзі 皇太极                                                 | Тайцзун 太宗                                                       | Імператор Вень 應天興國弘德彰武寬溫仁 聖睿孝敬敏昭定隆道顯功 文皇帝    | 1592－1643                                                         | Чунде 崇德                                                         | 1636－1643                                                         | Імператор Чунде 崇德帝                                             |
| 3                                                                  |                                                                    | Фулінь 福臨                                                        | Шицзу 世祖                                                         | Імператор Чжан 體天隆運定統建極英睿欽 文顯武大德弘功至仁純孝 章皇帝    | 1638－1661                                                         | Шуньчжи 順治                                                       | 1643－1661                                                         | Імператор Шуньчжи 順治帝                                           |
| 4                                                                  |                                                                    | Сюаньє 玄燁                                                        | Шенцзу 聖祖                                                        | Імператор Жень 合天弘運文武睿哲恭儉寬 裕孝敬誠信中和功德大成 仁皇帝    | 1654－1722                                                         | Кансі 康熙                                                         | 1661－1722                                                         | Імператор Кансі 康熙帝                                             |
| 5                                                                  |                                                                    | Іньчжень 胤禛                                                      | Шицзун 世宗                                                        | Імператор Сянь 敬天昌運建中表正文武英 明寬仁信毅睿聖大孝至誠 憲皇帝    | 1678－1735                                                         | Юнчжен 雍正                                                        | 1722－1735                                                         | Імператор Юнчжен 雍正帝                                            |
| 6                                                                  |                                                                    | Хунлі 弘曆                                                         | Ґаоцзун 高宗                                                       | Імператор Чунь 法天隆運至誠先覺體元立 極敷文奮武欽明孝慈神聖 純皇帝    | 1711－1799                                                         | Цяньлун 乾隆                                                       | 1735－1796                                                         | Імператор Цяньлун 乾隆帝                                           |
| 7                                                                  |                                                                    | Юн'янь 顒琰                                                        | Женьцзун 仁宗                                                      | Імператор Жуй 受天興運敷化綏猷崇文經 武光裕孝恭勤儉端敏英哲 睿皇帝     | 1760－1820                                                         | Цзяцін 嘉慶                                                        | 1796－1820                                                         | Імператор Цзяцін 嘉慶帝                                            |
| 8                                                                  |                                                                    | Міньнін 旻寧                                                       | Сюаньцзун 宣宗                                                     | Імператор Чен 效天符運立中體正至文聖 武智勇仁慈儉勤孝敏寬定 成皇帝     | 1782－1850                                                         | Даоґуан 道光                                                       | 1820－1850                                                         | Імператор Даоґуан 道光帝                                           |
| 9                                                                  |                                                                    | Ічжу 奕詝                                                          | Веньцзун 文宗                                                      | Імператор Сянь 協天翊運執中垂謨懋德振 武聖孝淵恭端仁寬敏莊儉 顯皇帝    | 1821－1861                                                         | Сяньфен 咸豐                                                       | 1850－1861                                                         | Імператор Сяньфен 咸豐帝                                           |
| 10                                                                 |                                                                    | Цзайчунь 載淳                                                      | Муцзун 穆宗                                                        | Імператор Ї 繼天開運受中居正保大定 功聖智誠孝信敏恭寬明肅 毅皇帝       | 1856－1875                                                         | Тунчжи 同治                                                        | 1861－1875                                                         | Імператор Тунчжи 同治帝                                            |
| 11                                                                 |                                                                    | Цзайтянь 載湉                                                      | Децзун 德宗                                                        | Імператор Цзін 同天崇運大中至正經文 緯武仁孝睿智端儉寬勤 景皇帝        | 1871－1908                                                         | Ґуансюй 光緒                                                       | 1875－1908                                                         | Імператор Ґуансюй 光緒帝                                           |
| 12                                                                 |                                                                    | Пуї 溥儀                                                           | Ґунцзун 恭宗                                                       | Імператор Сюнь 逊皇帝                                                  | 1908－1967                                                         | Сюаньтун 宣統                                                      | 1908－1912                                                         | Імператор Сюаньтун 宣統帝                                          |